# 朱安达内阁
朱安达内阁，也称工作内阁或非常事务内阁（Kabinet Karya），是印度尼西亚共和国第17届内阁，由朱安达总理领导，于1957年4月9日正式成立，也是印尼在议会制下的最后一届内阁。1959年7月5日，苏加诺总统颁布总统令，恢复总统制，朱安达内阁同日宣布总辞职。

## 背景
1957年3月14日，由于地方分裂势力叛乱、执政联盟内部各党派分裂并攻击政府政策，导致阁员辞职等原因，第二届阿里·沙斯特罗阿米佐约内阁垮台。苏加诺总统表示希望建立一个由国内四大政党（包括印度尼西亚共产党）组成的互助内阁，共同处理国家事务，但他的建议遭到其他各党派和陆军的反对，不得不退缩。3月15日，苏加诺授权印度尼西亚民族党主席苏维约组阁，但他失败了。为此，苏加诺于4月4日召集各党派领导人和军方代表人会谈，商讨组阁事宜。马斯友美党的大部分成员拒绝参加新一届内阁，他们指责苏加诺非法行动，但已无济于事。之后，马斯友美党将参加新内阁的两名成员开除出党。苏加诺任命曾经多次入阁的政坛元老朱安达·卡塔维查亚组阁，内阁成员都是以个人名义入阁，不代表任何党派。4月8日宣布组建新内阁，次日，苏加诺在总统府独立宫正式任命新内阁成员。

## 组成

### 领导层
- 总理兼国防部长：朱安达·卡塔维查亚（无党派）
- 第一副总理：哈尔迪（印度尼西亚民族党）
- 第二副总理：伊达姆·哈立德（伊斯兰教师联合会）

### 其他成员
- 外交部长：苏班德里约（无党派）
- 内政部长：萨努西·哈尔贾迪纳塔（印度尼西亚民族党）
- 司法部长：G·A·马恩孔（印度尼西亚民族党）
- 新闻部长：苏迪布约（印度尼西亚伊斯兰联盟党）
- 财政部长：苏蒂克诺·斯拉梅特（印度尼西亚民族党）
- 农业部长：萨贾沃（印度尼西亚农民阵线）
- 商务部长：苏纳佐·阿布·伍斯曼（伊斯兰教师联合会）
- 工业部长：F·J·因基里翁（无党派）
- 交通部长：苏卡丹（无党派）
- 海运部长：穆罕默的·纳齐尔（无党派）
- 公共工程与人力部长：庞厄兰·穆罕默德·努尔（马斯友美党）
- 劳工部长：桑约诺（无党派）
- 社会事务部长：约翰内斯·莱梅纳（印度尼西亚基督教党）
- 教育与文化部长：普里约诺（平民党）
- 宗教事务部长：穆罕默德·伊尔亚斯（伊斯兰教师联合会）
- 卫生部长：阿卜杜尔·阿齐兹·萨勒（印度尼西亚独立拥护者联盟）
- 土地事物部长：苏纳约（伊斯兰教师联合会）
- 国民动员与发展部长：阿纳克·马尔哈恩·哈纳菲（人民大会党）
- 退伍军人事务国务部长：哈伊尔·萨勒（无党派）
- 地区关系国务部长：费迪南德·伦班托宾（印度尼西亚人民联合会）

## 阁员变动
- 1957年4月29日，社会事务部长莱梅纳升任第三副总理。同日，两位国务部长哈伊尔·萨勒与伦巴托宾升任正式部长。同年5月25日，穆尔雅迪·佐约马托诺继任莱梅纳的社会事务部长之职。
- 1958年6月25日内阁许多职务发生了变动。商务部长苏纳佐被同党的拉赫马特·穆尔约米塞诺取代，国民动员与发展部长哈纳菲被任命为地区关系国务部长，而原地区关系部长伦巴托宾被任命为移居部长。另外增加了三个职位：苏普拉约吉任稳定经济国务部长，瓦希卜·瓦哈卜任军民合作国务部长，穆罕默德·亚明任无任所国务部长。

### 数目
- Feith, Herbert (2007) The Decline of Constitutional Democracy in Indonesia Equinox Publishing (Asia) Pte Ltd, ISBN 978-979-3780-45-0
- Lev, Daniel S (2009) The Transition to Guided Democracy: Indonesian Politics 1957-1959 Equinox Publishing (Asia) Pte Ltd, ISBN 978-602-8397-40-7
- Simanjuntak, P. N. H., , Jakarta: Djambatan: 181–187, 2003, ISBN 979-428-499-8 （印度尼西亚语）.